# اوا کنستانتسیا بوئوخاک
اِوا کنستانتسیا بوئوخاک (لهستانی: Ewa Konstancja Bułhak؛ زادهٔ ۹ ژوئیه ۱۹۷۱) بازیگر و صداپیشه اهل لهستان است.
از فیلم‌ها یا مجموعه‌های تلویزیونی که وی در آن‌ها نقش داشته است، می‌توان به عناصر ساشا – آتش، گوش آقای رئیس، درخت سحرآمیز، رنگ‌های خوشبختی، دوران افتخار، خانه کشیش، دهن‌به‌دهن، پدر متیو، ۳۹ و نیم، ع چون عشق، ماگدا ام.، کارآگاهان جنایی،  در خوشی و سختی، سکسیفای، اداره ترافیک، والسا: مرد امید و پان تادئوش اشاره نمود.
وی بابت مشارکت‌های هنری‌اش برندهٔ صلیب شایستگی (لهستان) شده‌است.